# 白井幹夫
白井 幹夫（しらい みきお、1950年〈昭和25年〉5月31日 - ）は、日本のキーボーディスト。2009年から日本初のダイブキーボーディストとして、活動の幅を広げる。
ロックバンドめんたんぴんに在籍し、浅川マキ、南正人&RIVERのバックメンバーとしても参加。その後、THE BLUE HEARTSのサポートメンバーとしてツアーに帯同。解散後、THE HIGH-LOWSに正式メンバーとして加入。2003年脱退後、2005年に梶原徹也とTHE BIG HIPを結成。2008年からはソロ活動を東京中心に行い、セッション活動も精力的に行っている。

## 略歴

### THE BLUE HEARTS時代
1989年
- 杉浦逸生の紹介により、サポートメンバーとして、参加。
- 5月3日 - 「ON TOUR1989」にてツアー初参加。
- 6月21日 - シングル「青空」にてレコーディング初参加。
- 11月21日 - 真島昌利のソロアルバム『夏のぬけがら』に参加。

1995年
- 突然の解散宣言により、THE BLUE HEARTS解散。

### THE HIGH-LOWS時代
1995年
- THE BLUE HEARTS解散後、真島昌利に新しいバンドをやらないかと誘われ、参加する。

2003年
- 7月13日 - 大阪城野外音楽堂でのライブを以て脱退。
- 脱退後はソロ活動を行いつつ、セッション等にも精力的に参加。

### THE BIG HIP時代
2005年
- 4月29日 - 東京・目黒VERGEにて、THE BIG HIP結成宣言
- 6月26日 - 大阪・心斎橋サンホールで結成ライブ

2006年
- 1月11日 - 1st ALBUM『ザ・ビッグヒップ』発売
- 2月22日 - iTunesで世界デビュー

2007年
- 11月11日 - 2nd ALBUM『赤道直下』発売（当初はライブ会場・公式サイトでのみ販売。2008年4月23日より全国レコード店で発売開始）

2008年
- 10月18日 - 東京・新宿JAMでワンマンライブ、これをもって一旦活動休止。

## 人物
愛称は「ミッキー」。甲本ヒロトは「ハートブレイカー白井さん」「ミスター・モザイク」と呼ぶことも。
ピアノは独学で、「ギターのコードをそのままピアノで弾いただけ」とインタビューで答えている。
ライブでは、毎回のようにピアノの弦を切り弁償。白井曰く「ピアノとは弾くものではなく叩くもの・ダイブする踏み台」と。

### 趣味・嗜好
サッカーが大好きで、高校時代にFWとして、神奈川県選抜に選ばれたこともある。
阪神タイガースの大ファン。THE HIGH-LOWS在籍時にタイガースの鉢巻きをしてHEY!HEY!HEY! MUSIC CHAMPに出演した。
松田聖子の大ファンで、音楽番組でサインをねだり松田から「本番中にサインをねだられたのは初めて」と言われた。
とにかくお酒が大好きで、ライブハウスで演奏する際には片手ビールスタイル（通称：片ビー）を崩さない。

## エピソード
ダウンタウンのごっつええ感じのTEAM FIGHT出演時、ボールが顔面を直撃しトレードマークのサングラスが壊れる事故があった。東京ディズニーランドにて、演奏の経験がある。めんたんぴん在籍時に、日本全国を周り、初めて日本にライブツアーという形式を完成させる。
太陽族の曲でピアノ参加、THE-ZIPPERZ、竹村忠臣とセッションなど、THE BLUE HEARTSに影響を受けたとされるバンドともセッションを行うなど幅広く活動している。
THE HIGH-LOWS脱退後、音楽プロデューサー、ディレクター話が数多く来たが、全て断り、「俺は一生プレイヤーで生きていくと」宣言、実行。
THE BIG HIP時代にはフジロックフェスティバルで真島昌利をゲストに、THE HIGH-LOWS以来のセッションを行う。